# 제품 마케팅
제품 마케팅(Product marketing)은 메시지 작성, 시장 진출 흐름 및 제품 홍보를 담당하는 마케팅의 하위 분야이다. 제품 마케팅 관리자는 제품 관리와 같은 기술 기능뿐만 아니라 비즈니스 개발 및 판매와 같은 다른 비즈니스 이해 관계자와 함께 대상 시장을 정의하고 규모를 조정하는 데 참여할 수도 있다. 다른 중요한 책임에는 포지셔닝 및 영업 지원이 포함된다.
제품 마케팅은 잠재 고객, 고객 및 다른 사람들에게 제품 마케팅을 다룬다. 제품 마케팅은 소셜 미디어 마케팅, 마케팅 커뮤니케이션, 온라인 마케팅, 광고, 마케팅 전략 및 홍보와 같은 다른 마케팅 영역과 협력하여 제품에 대한 아웃바운드 마케팅을 실행한다.